# DJ Rolando
Rolando Ray Rocha conocido como DJ Rolando es un productor y DJ de techno de Detroit, EE. UU., de origen mexicano. Comenzó su carrera musical como integrante de Underground Resistance, el enigmático colectivo de detroit techno. Bajo el alias The Aztec Mystic publicó varios discos, entre los que se cuenta el famoso tema "Knights of the Jaguar". Esta canción tuvo un éxito inesperado, que provocó el interés de compañías comerciales alejadas del circuito techno independiente. Sony/BMG ofreció un contrato al grupo UR que éste rechazó dado su compromiso underground y militante frente a la industria musical. Entonces la empresa decidió publicar sin licencia ni permiso una versión club del tema que era un plagio tono a tono del original en diciembre de 1999. Frente al atropello, la comunidad techno mundial se movilizó ante la llamada del líder de UR Mike Banks. La repercusión alcanzó tal magnitud que Jeff Mills volvió a UR publicando un remix del tema y Derrick May ofreció otra remezcla en un disco de "venganza".
Junto a Gerald Mitchell fundó el colectivo y sello de techno con influencia latina Los Hermanos. En 2005, aduciendo motivos diferencias artísticas, dejó tanto Los Hermanos como Underground Resistance y pasó a desarrollar una carrera en solitario.